# Noxtepec de Zaragoza
Noxtepec de Zaragoza, även El Aguacate, är en ort i kommunen Malinalco i delstaten Mexiko i Mexiko. Samhället hade 615 invånare vid folkräkningen år 2020.